# Mizzi Jezel

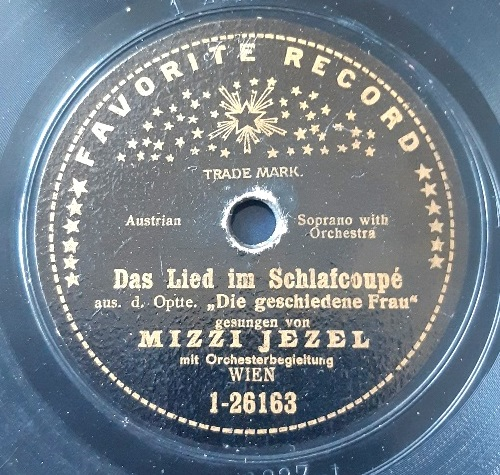
Schallplatte von Mizzi Jezel (Wien 1909)

Mizzi Jezel, auch Mitzi Jezel, Geburtsname Maria Jezel, (* 19. Juli 1883 in Wien; † 27. Juni 1984 in Salzburg) war eine österreichische Operettensängerin (Sopran). 

## Leben
Mizzi Jezel studierte Gesang in Wien und am Salzburger Mozarteum bei der berühmten Wagner-Sängerin Lilli Lehmann. Sie war zunächst als Operettensängerin an der Volksoper Wien engagiert. Ab 1906 hatte sie große Erfolge am Wiener Carltheater, insbesondere in den Operetten Ein Walzertraum (1907) von Oscar Straus und Die geschiedene Frau (1908) von Leo Fall. Zu ihren Bühnenpartnern gehörten damals u. a. Alexander Girardi, Hubert Marischka und Rudolf Waldemar.
1909–11 unternahm Jezel mit einer deutschen Operettengesellschaft eine große Südamerika-Tournee (Argentinien, Brasilien, Uruguay und Chile); dabei wurden u. a. die Operetten Die Dollarprinzessin, Der fidele Bauer, Die geschiedene Frau, Die lustige Witwe, Ein Walzertraum, Die Försterchristl und Frühlingsluft von Ernst Reiterer (mit Musik von Josef Strauß) aufgeführt. Jezel übernahm dabei hauptsächlich die Soubrettenrollen. Der Wiener Operettenkomponist Leo Ascher komponierte eigens für Jezel die Partie der Lisi in der heute vergessenen Operette Hoheit tanzt Walzer (Uraufführung 1912 im Wiener Raimundtheater), in der sie das bekannte Lied „Das Lercherl von Hernals“ sang. 1912 war sie für eine Spielzeit am Stadttheater Salzburg engagiert.
In Salzburg lernte sie auch ihren späteren Ehemann, den Zahnarzt Dr. Moschigg, kennen. Nach dem Ersten Weltkrieg trat sie erfolgreich in Operetten von Johann Strauß und Franz Lehár und als Liedsängerin auf. Nach Beendigung ihrer Karriere nahm sie ihren Wohnsitz in Salzburg. Anlässlich ihres 100. Geburtstags wurde sie von der Stadt Salzburg öffentlich geehrt. Sie starb im Alter von fast 101 Jahren in Salzburg.  
Kutsch/Riemens beschreiben Jezels Stimme als „eine Sopranstimme von besonderer Beweglichkeit und einer Klangfülle, wie sie nur selten bei Operettensängerinnen anzutreffen sind“. Jezel galt auch als gewandte und hervorragende Schauspielerin. 
Von ihrer Stimme sind einige Tondokumente überliefert. Ihre Aufnahmen erschienen bei den Marken bei G & T (HMV), Odeon Jumbo, Favorite und Lyrophon. Aus der Operette Ein Walzertraum sind mehrere Duette (u. a. O, du lieber, o, du g’ scheiter, o, du ganz gehauter Fratz mit Fritz Werner, Tenor und Piccolo! Piccolo! Tsin tsin tsin mit Richard Waldemar, Gesang) aus dem Jahre 1907 erhalten, in denen sie die Partie der Franzi Steingruber singt. Außerdem nahm sie 1907 aus der  Operette Ein Walzertraum das Duett Ich bin a Weaner Madl, ich eine Kammerfrau mit Amalie Carneri (als Oberkammerfrau Friederike von Insterburg) auf. Weiters existieren Aufnahmen aus den Fall-Operetten Die Dollarprinzessin und Die geschiedene Frau (jeweils unter Leitung des Komponisten), aus Die Försterchristl, Zigeunerliebe und Hoffmanns Erzählungen.